# Ed Rust
Ed(je) Rust (14 augustus 1953) is een Surinaams-Nederlands musicus. In Suriname trad hij op als dj onder de naam Eds Drive In. Een tijd later ging hij verder als zanger, eerst van De Moengo Stars en vervolgens van Njoeng Ting. Na zijn verhuizing naar Nederland speelde hij in verschillende formaties waaronder 'Lekkerbek, Okasi, Master Blaster, La Danz, La Fiesta en momenteel voor de @SIXband.

## Biografie
Ed Rust werd in 1953 geboren. Hij begon op jonge leeftijd tijdens zijn lagere schooljaren met voetballen. Georganiseerd was dat respectievelijk bij voetbalvereniging RCS en later bij SV Artillerie. Later werd hij ontdekt op het SOSIS sportterrein door de vv Tuna waar hij uitgezonderd van zijn dienstjaren als onderwijzer op Moengo tot het einde van zijn voetbalcarrière heeft gespeeld. Toen hij als onderwijzer op de Fred Murray school in Moengo gedetacheerd werd speelde hij respectievelijk voor vv TGG en later voor VV Excelsior. Als tussensprong trad hij op als zanger van De Moengo Stars. In Moengo basketbalde hij ook voor vereniging Just for Fun.
Bij terugkeer in Paramaribo hield hij zich eerst vooral bezig met voetballen (Tuna), en daarnaast met zaalvoetbal (ED's Discobar) en basketbal (The Eagles). Tijdens zijn periode bij Tuna werd hij ook nog geselecteerd voor het Nationale voetbalteam van Suriname onder leiding van onder andere Rob Groener. Hij mocht ook enkele wedstrijden meespelen.Hij sloot zijn actieve voetbalcarrière af bij het tweede elftal van Tuna dat opereerde op het NGVB-terrein en in het geval van een kampioenschap in het Rand-districten-toernooi. Trouwens werd hij ook kampioen met Excelsior, Tuna jeugd, het NGVB-elftal van Tuna en ook met het Zaalvoetbal team Ed's DiscoBar.
Vervolgens pakte hij ook de muziek weer op met zijn deelname aan de formatie Njoeng Ting. Hierna vertrok hij naar Nederland en trad hij op in verschillende formaties. In de loop van de decennia was dat voor Lekkerbek, Okasi, Master Blaster, La Danz, La Fiesta en @SIX (ATSIX). In 2009 speelde hij de rol van politieagent in de musical Lieve Hugo - A poku tori. Ook treedt hij geregeld op in formaties met andere Surinaamse artiesten, zoals de Suri Toppers, Kaseko in Concert, de All Stars, Band. en tribute optredens voor onder anderen Ronald Snijders, Max Nijman en Richardo Tuinfort. In 2021 bracht hij samen met AtsixBand een medley uit van vier Surinaamse muzieklegendes: Max Nijman, Ragmad Amatstam, Gerold Limon en Henk Mac Donald.
Hij deed mee aan verschillende talentenjachten, en behaalde ook de eerste plaats. Hij werd meerdere malen gevraag mee te doen aan The Voice Senior, maar had hier aanvankelijk geen interesse voor. Uiteindelijk liet hij zich in 2021 tijdens de coronapandemie overhalen, omdat alle andere optredens op dat moment waren stil gevallen. Hij kwam door in The Blind Auditions met een Sranan-versie van Thinking out loud. Hij kwam vervolgens niet door The Knock Out-fase.